# واين ستيفنز (مهندس)
واين ستيفنز (بالإنجليزية: Wayne Stevens)‏ هو مهندس وعالم حاسوب أمريكي، ولد في 1944، وتوفي في 1993.